# Annika Thor
Annika Thor (født Katz den 2 juli 1950 i Göteborg) er en svensk prisbelønnet forfatter, dramaturg, og tidligere bibliotekar. Hun har blandt andet modtaget Augustprisen for sin ungdomsroman Sandhed eller konsekvens. Hun har plads nr. 11 i  Svenska barnboksakademien.
Efter at have afsluttet sine studier for at blive bibliotekar og efter at have arbejdet i nogle år i erhvervet, tog hun en medieuddannelse på Dramatiska Institutet i Stockholm og arbejdede derefter som kultursekretær i Huddinge, og senere arbejdede hun som freelance journalist .
I 1996, da Annika Thor var 45 år, hun debuterede som forfatter med bogen En ø i havet. Bogen handler om de to jødiske søstre Steffi og Nelli fra Wien, som på grund af forfølgelse af jøderne ender hos en svensk plejefamilie på en ø i Göteborgs skærgård . Bogen blev en stor succes og er blevet trykt i 120.000 eksemplarer . 
Allerede inden bogen kom ud var den anden bog i serien, Åkandedammen, færdig. De to afsluttende dele Havets dyb og Åbent hav udkom i 1998 og 1999. I 2003 blev der udsendt en tv-serie baseret på bøgerne, hvor Thor selv havde skrevet manuskriptet.
1997 udgav Annika Thor sammen med filmskaberen Christina Olofson filmen Sandhed eller konsekvens (Truth or Dare). Filmen handler om en flok tolv år gamle piger og deres hverdag og relationer. Fordi finansieringen af filmen var problematisk, nåede Thor selv at skrive en bog af samme navn, som blev udgivet på samme tid som filmen. 
De fik begge en god modtagelse: Filmen vandt Guldbagge-prisen  og bogen modtog August -prisen. I 2002 begyndte Annika Thor også skrive bøger rettet mod en yngre læserskare. Rødt hjerte blå sommerfugl og dens efterfølger Kildren i maven, klumper i halsen. De nye sko og Loves kanin, hvor Cecilia Torudd har udført illustrationerne, kom ud i 2008, og er rettet mod begynder-læsere.
Annika Thor har også skrevet bøger for voksne. I Altuns tre liv fortæller hun sammen med Altun Basaran historien om Altuns liv, fra hendes barndom i Tyrkiet, til hun blev giftet bort, og flugten sammen med manden og børnene til Sverige. Annika Thors anden voksenbog Modlys blev udgivet i 2008. Den handler om et par, der har været gift i mange år, men hvis hele eksistens vendes på hovedet på grund af en dødsannonce i avisen.